# Campeonato Filipino de Futebol
O Campeonato Filipino de Futebol, oficialmente conhecido como Philippines Football League (antigamente United Football League), é a divisão principal do futebol nacional masculino das Filipinas. O país já teve vários campeonatos considerados nacionais, porém algumas edições contavam apenas com clubes da região de Manila.

## Campeões

### Resultados por ano
| Competição                  | Temporada | Campeão              | Vice                  | Terceiro              |
| --------------------------- | --------- | -------------------- | --------------------- | --------------------- |
| Filipino Premier League     | 2009-10   | Philippine Army      | Giligan's FC          | Pasargad FC           |
| United Football League      | 2010      | Philippine Air Force | Kaya                  | Union                 |
| United Football League      | 2011      | Philippine Air Force | Global                | Philippine Army       |
| United Football League      | 2012      | Global               | Kaya                  | Loyola Meralco Sparks |
| United Football League      | 2013      | Stallion             | Global                | Loyola Meralco Sparks |
| United Football League      | 2014      | Global               | Loyola Meralco Sparks | Kaya                  |
| United Football League      | 2015      | Ceres                | Global                | Loyola Meralco Sparks |
| United Football League      | 2016      | Global               | Ceres                 | Loyola Meralco Sparks |
| Philippines Football League | 2017      | Ceres                | Global                | Loyola Meralco Sparks |
| Philippines Football League | 2018      | Ceres                | Kaya                  | Davao Aguilas         |

### Títulos por clube
| Ranking | Clube                | Títulos | Anos             |
| ------- | -------------------- | ------- | ---------------- |
| 1       | Global               | 3       | 2012, 2014, 2016 |
| 1       | Ceres                | 3       | 2015, 2017, 2018 |
| 2       | Philippine Air Force | 2       | 2010, 2011       |
| 3       | Stallion             | 1       | 2013             |
| 3       | Philippine Army      | 1       | 2009-10          |